# Maoriblatta laevipennis
Maoriblatta laevipennis är en kackerlacksart som först beskrevs av Lucien Chopard 1924.  Maoriblatta laevipennis ingår i släktet Maoriblatta och familjen storkackerlackor.
Artens utbredningsområde är Nya Kaledonien. Inga underarter finns listade i Catalogue of Life.